# Hughie Green

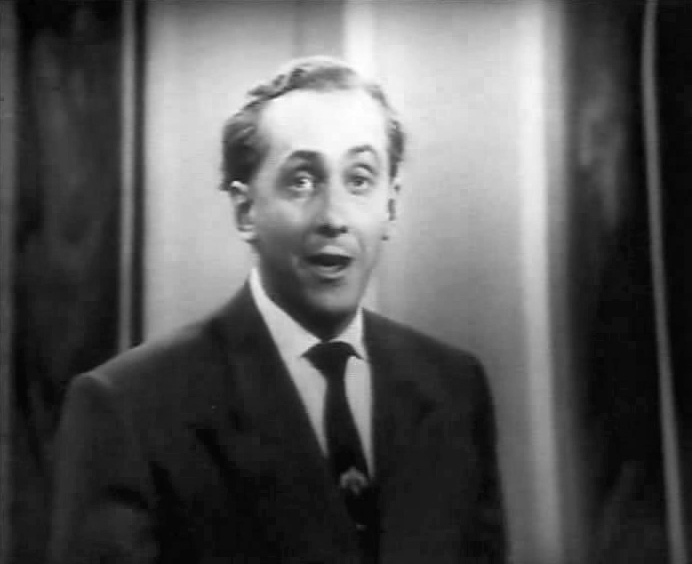
Green apresentando o primeiro episódio de Double Your Money

Hugh Hughes Green (Londres, 2 de fevereiro de 1920 – Londres, 3 de maio de 1997) foi um apresentador, ator e produtor de televisão britânico naturalizado canadense, considerado um dos primeiros ícones da televisão britânica.
Sua popularidade se deveu principalmente ao programa de televisão Opportunity Knocks (que liderou de 1956 a 1978) e Double Your Money. Ele foi convidado de numerosos participações na televisão britânica, entre os meados de 1930 e a década de 1940, quando ele morava no Canadá, tinha participado em vários filmes de Hollywood (onde aparece como Hugh Green).
Ele foi dedicado ao filme biográfico de 2008 Hugh Green, Most Sincerely, dirigido por Dan Percival e com o protagonista Trevor Eve.

## Filmografia selecionada
- Midshipman Easy (1935)
- Paper Orchid (1949)
- What's Up Superdoc! (1978)